# Flying Superkids
Flying Superkids er en dansk gymnastikgruppe med 55 børn og unge, der rejser rundt i verden og optræder med en to timers opvisning / forestilling med gymnastik, akrobatik, dans, sang og forskellige spring. Holdet er flagskibet i den almene gymnastikforening Gymnastikgården, som ligger i Aarhus V og har 350 medlemmer.
Gruppen blev startet i 1967 af ingeniør Uwe Godbersen under navnet De Flyvende Århus gymnaster. I dag drives Flying Superkids af hans sønner Lars Holst Godbersen og Jack Godbersen - de overtog ledelsen gennem et flydende generationsskifte i 2005.
Flying Superkids deltog på Norsk Militær Tattoo i 1998.
I 2006 udgav gruppen deres første DVD med titlen På Spring, filmet i Musikhuset Århus og udgivet af RecArt music.
I 2009 udkom den anden DVD, med titlen Flyver Igen denne gang optaget i Vejle Musikteater.
I 2013 kom Fold Vingerne Ud, den tredje DVD i rækken, som blev optaget i Flying Superkids' eget Paladstelt.
I 2018 blev forestillingen igen optaget. Den blev udgivet digitalt som Følg Dine Drømme.
Alle udgivelser indeholder CD'er med sangene fra som børnene selv synger, og som er skrevet og komponeret specielt til de respektive shows.
Flying Superkids holder til i Tilst, hvor de har deres hjemmebase på Gymnastikgården, fra 1880, der er ombygget til et træningscenter.
Flying Superkids sælger mellem 60000-70000 billetter i Danmark om året. Deres billetter købes fortrinsvis af familier.[kilde mangler]
Hvert år har Flying Superkids hele Danmark på tourplanen. Hvor gruppen besøger 8 forskellige byer i provinsen. Flying Superkids turnerer i deres gamle telt som har været rammen siden 2013, dog har de fået et nyt telt i 2025.[kilde mangler]
Tourplanen for teltet er kun til Aarhus, Kastrup, Charlottenlund og Odense, hvoraf resten af destinationerne er i diverse store haller og scener rundt i Danmark.[kilde mangler]

## Uwe Godbersen
Uwe Godbersen grundlagde sammen med sin kone, Lone Godbersen, Flying Superkids i 1967 under navnet De Flyvende Århus Gymnaster. Oprindeligt var han murer, men da han skulle vælge mellem gymnastikken og murerskeen, valgte han gymnastikken.
I dag er Uwe Godbersen pensioneret og bor i Thailand. Han er ikke længere leder for Flying Superkids. Det hverv har han overladt til sine sønner, Lars og Jack. Han er også far til sangeren og sangskriveren Niels Brinck, der vandt Dansk Melodi Grand Prix 2009.
Uwe Godbersen har skrevet en bog om sit liv med Flying Superkids.

## Lars Godbersen
Lars Godbersen (født 22. marts 1978 i Aarhus) er konferencier, foredragsholder og nuværende direktør for Flying Superkids.
Som 4-årig var Lars Godbersen med på sin første amerikatur i tre måneder med De Flyvende Århus Gymnaster, hvor han besøgte 32 stater. Fordi han havde problemer med at holde sig vågen under forestillingerne, opfandt de et nummer til ham, hvor han skulle marchere fra den ene side af scenen til den anden med Dannebrog i hånden. Lars Godbersen starter til gymnastik som 5-årig og bliver Flying Superkid som 11-årig.Han starter på Langkær Gymnasium, men dropper ud efter tre måneder for at arbejde med gymnastikken. Han er Superkid til han fylder 23 år, og en skade forhindrer ham i at fortsætte. Sideløbende er der startet en mesterlæretid på i alt 12 år, og i 2007 overtager Lars Godbersen direktørposten efter sin far.
Lars Godbersen er sangskriver på Flying Superkids musikalske udgivelser sammen med Joachim Hejslet Jørgensen.
I 2006, 2009, 2013 og 2018 udgav Flying Superkids DVDer og digitale udsendelser Lars og Jack Godbersen har været executive producere på disse udsendelser som alle har været vist på TV2.

## Foreningen Gymnastikgården
Foreningen Gymnastikgården (i daglig tale kaldet Gymnastikgården eller Gården) er en almennyttig gymnastikforening i Aarhus Vest. Foreningen tilbyder undervisning i traditionel gymnastik, springgymnastik og dertil relaterede idrætsgrene som tumbling, dans, akrobatik, sjippe og hulahop for alle interesserede børn i alderen 5-11 år.
Foreningen har i omegnen af 450 medlemmer, som er inddelt efter alder på foreningens forskellige hold. Størstedelen af medlemmerne kommer fra Østjylland.
Foreningen beskæftiger omkring 25 personer fordelt på både fastansatte og timeansatte på kontor og gymnastiktrænere.